# Sun King
Sun King (englisch für: Sonnenkönig) ist ein Lied der britischen Band The Beatles, das 1969 auf ihrem elften Studioalbum Abbey Road veröffentlicht wurde. Komponiert wurde es von John Lennon und Paul McCartney und unter der Autorenangabe Lennon/McCartney veröffentlicht.

## Hintergrund
Sun King basiert hauptsächlich auf den musikalischen Ideen von John Lennon. Der Arbeitstitel des Liedes hieß ursprünglich: Here Comes the Sun-King, doch durch die Namensähnlichkeit mit dem Lied Here Comes the Sun von George Harrison kürzte Lennon den Titel auf Sun King.
Das Lied Sun King beginnt mit dem Klang von Glocken und Glockenspiel, ein Teil der Überblendung, die sich dem Lied zum Ende von You Never Give Me Your Money anschließt, anschließend beginnt eine Gitarrenpassage, beeinflusst von Fleetwood Macs Instrumentalhit Albatross aus dem Jahr 1969.
Sun King wurde schon im Januar 1969 während der Get Back / Let It Be-Session mehrmals geprobt, aber es wurde nicht für den Film Let It Be verwendet.
John Lennon sagte über Sun King: „Als wir den Song einspielten, wollten wir, dass er irgendwie anders als die anderen klingt. Wir alberten herum und sagten Sachen wie ‚cuando para mucho‘. Schließlich haben wir uns was zusammengedichtet. Paul hatte Spanisch in der Schule gehabt und kannte noch ein paar Wörter, also haben wir einfach alle spanischen Brocken aneinandergereiht, die sich halbwegs nach etwas anhörten.“
Ein weiteres Wort, das John Lennon verwendete, war ‚chicka ferdy‘. Im Jahr 2020 sagte Paul McCartney etwas über die Bedeutung des Wortes: „Es gab eine Sache in Liverpool, die wir Kinder früher gemacht haben, und das war, anstatt ‚fuck off‘ zu sagen, sagten wir ‚chicka ferdy‘!. Es existiert tatsächlich in dem Text des Beatles-Songs Sun King.“

## Aufnahme
Sun King wurde am 24. Juli 1969 in den Londoner Abbey Road Studios (Studio 2) mit dem Produzenten George Martin aufgenommen. Geoff Emerick und Phil McDonald waren die Toningenieure der Aufnahmen. Die Beatles nahmen 35 Takes auf. Sun King wurde als Einheit mit dem Titel Mean Mr. Mustard eingespielt.
In einer siebenstündigen Aufnahmesession zwischen 15:30 und 22:30 Uhr wurden neben Mean Mr. Mustard / Sun King noch die Lieder Ain’t She Sweet sowie Who Slapped John? und Be-Bop-A-Lula in einer Jam-Session eingespielt. Am 25. und 29. Juli wurden Overdubs auf den Take 35 aufgenommen.
Am 14. August erfolgte die Stereoabmischung der Lieder Mean Mr. Mustard / Sun King.
Besetzung:
- John Lennon: Rhythmusgitarre, Klavier, Gesang
- Paul McCartney: Bass, Hintergrundgesang
- George Harrison: Leadgitarre
- Ringo Starr: Schlagzeug, Tamburin, Maracas
- George Martin: Orgel

## Veröffentlichungen
- Am 26. September 1969 erschien in Deutschland das 15. Beatles-Album Abbey Road, auf dem Sun King enthalten ist. In Großbritannien wurde das Album ebenfalls am 26. September veröffentlicht, dort war es das zwölfte Beatles-Album. In den USA erschien das Album fünf Tage später, am 1. Oktober, dort war es das 18. Album der Beatles.
- Am 27. September 2019 erschien die 50-jährige Jubiläumsausgabe des Albums Abbey Road (Super Deluxe Box). Auf dieser befindet sich eine bisher unveröffentlichte Version (Take 20) von Sun King.

## Coverversionen
Folgend eine kleine Auswahl:
- Bee Gees – All This And World War II [3]
- The Punkles – For Sale [4]
- Rock4 – Abbey Road [5]